# Valero Jakab Antal
Valero Jakab Antal (szerzetesi neve: Jacobus Antonius a S. Thoma Aquinate, keresztneve: Vince József) (Baja, 1725. január 23. – Pest, 1798. szeptember 10.) piarista szerzetes, helyettes rendfőnök.

## Élete
1742-ben lépett be a rendben Privigyén. 1743. december 8-án szerzetes fogadalmat tett Nyitrán, 1757. július 14-én pappá szentelték. 1744-ben Nyitrán, majd 1745-ben Magyaróváron tanított, ezután Pestre ment, ahol 1747-ben Grassalkovich Antal, 1753-től pedig Festetics Lajos és gróf Batthyány Ferenc nevelője volt. 1749-től tanított Pesten. 1750-től Nyitrán a teológiát hallgatta, majd gimnáziumi tanárként dolgozott 1756-től Pesten, 1759-től Privigyén, 1760-tól újra Pesten. 1762-ben Debrecenbe ment, ahol teológiát tanított. 1764-ben kinevezték a szenci Collegium Oeconomicum igazgatójáva, ugyanitt a földméréstant tanított. 1767-től Tatán volt házfőnök, majd ugyanitt 1770-től rektori  minőségben működött. 1777-től Pesten volt rektor és tartományfőnöki tanácsos, 1783-ben Veszprémben lett rektor, 1791-ben tartományfőnöki asszisztensnek választották, végül 1795–96-ban helyettes tartományfőnöki rangban működött.
Valero Jakab Antal tervezete alapján alapította meg 1763-ban Szencen Mária Terézia az állami kamarai gazdasági–pénzügyi igazgatás alkalmazottainak képzésére a Collegium Oeconomicumot, az intézmény vezetésével pedig a piaristákat bízta meg. Az új intézmény célkitűzéseit és októberi programját a Rede bey der feyerlichen Eröffnung der königlichen Ökonomischen Schulen in Ungarn című beszédében ismertette, amely kéziratban maradt fenn, a pesti piarista levéltár őriz.
Valero kiváló építész is volt: ő tervezte és építtette fel a tatai piarista gimnázium épületét.

## Munkái
A gimnázium számára készített tankönyve több kiadást is megért:
- De ritibus veterum Romanorum. Tirnaviae, 1766., 1778. Budae, 1774., 1783., 1784., 1793. és Claudiopoli, 1782.

Kéziratban: A latin partikulákról, a budapesti piaristák könyvtárában és Rede… gehalten in Wartberg 1764.